# Пол Батлер
Пол Батлер (англ. Paul Butler; 11 листопада 1989) — британський професійний боксер, чемпіон світу за версіями IBF (2014) і WBO (2022) у легшій вазі.

## Професіональна кар'єра
2010 року дебютував на професійному рингу. Впродовж 2010—2013 років здобув 14 перемог, завоювавши титули чемпіона Великої Британії BBBofC British, чемпіона Співдружності і WBO Inter-Continental у другій найлегшій вазі.
8 березня 2014 року завоював вакантний титул WBA Inter-Continental у легшій вазі. 7 червня 2014 року вийшов на бій проти чемпіона IBF у легшій вазі Стюарта Голла (Велика Британія) і здобув перемогу розділеним рішенням. Вже за кілька днів відмовився від звання чемпіона, повернувшись до другої найлегшої ваги.
6 березня 2015 року зазнав першої в кар'єрі поразки технічним нокаутом, програвши чемпіону IBF у другій найлегшій вазі Золані Тете (ПАР).
17 вересня 2017 року знов зустрівся в бою з Стюартом Голлом і, здобувши перемогу одностайним рішенням, вдруге завоював вакантний титул WBA Inter-Continental у легшій вазі.
5 травня 2018 року вийшов на бій за вакантний титул чемпіона IBF у легшій вазі проти Еммануеля Родрігеса (Пуерто-Рико) і зазнав поразки одностайним рішенням.
22 квітня 2022 року в бою проти філіппінця Джонаса Султана завоював вакантний титул «тимчасового» чемпіона WBO у легшій вазі. Батлер кинув виклик чемпіону WBO у легшій вазі філіппінцю Джону Ріелу Казімеро. Після того як Казімеро позбавили звання на зриви боїв, Батлера було підвищено до повноцінного чемпіона.
13 грудня 2022 року вийшов на бій за звання абсолютного чемпіона у легшій вазі проти чемпіона WBC, WBA (Super) і IBF Іноуе Наоя (Японія). Батлер, побоючись ударної потужності лідера вагової категорії, діяв нерішуче і на стартових секундах 11-го раунду зазнав поразки нокаутом.